# Geschiedenis van Colombia

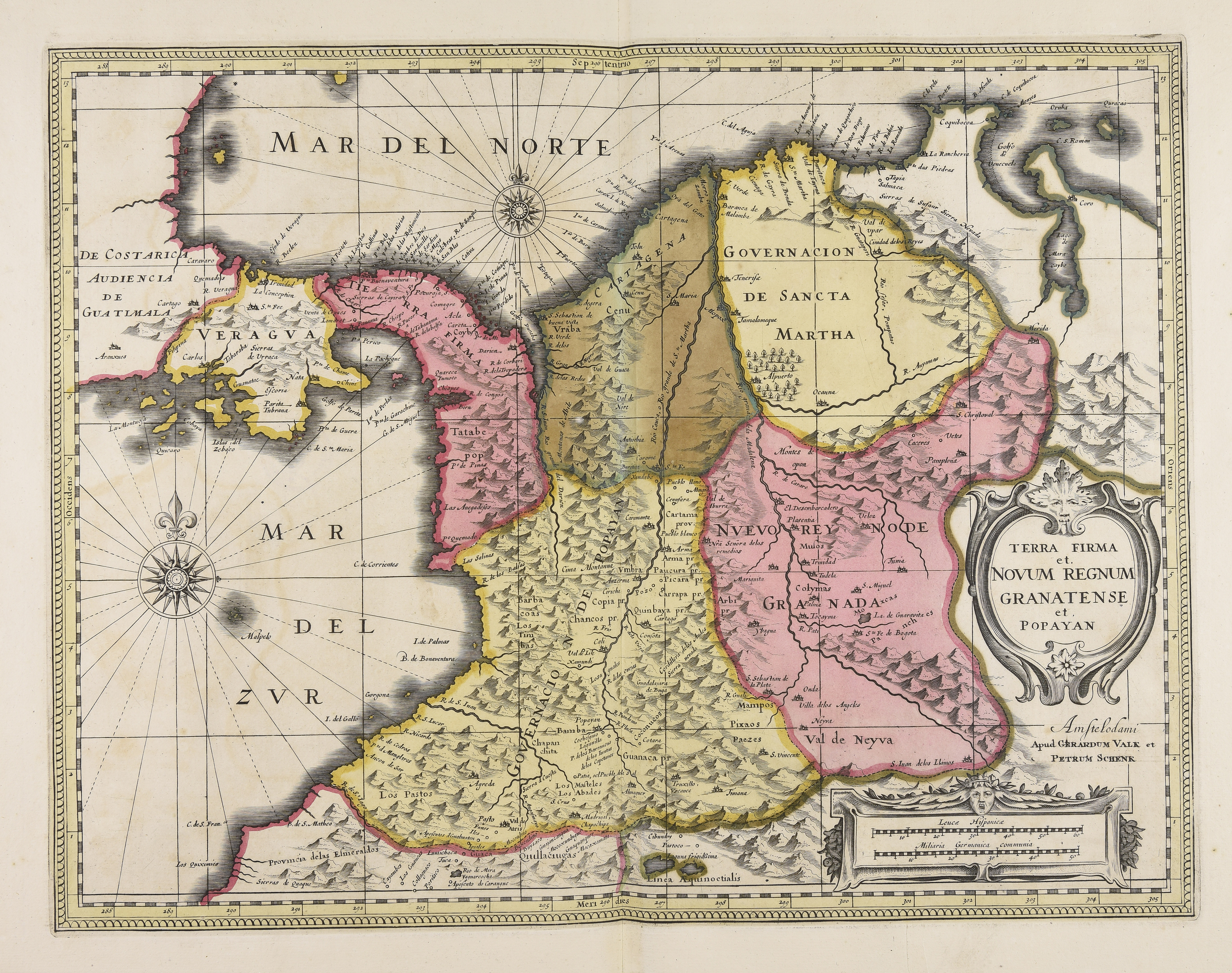
Nuevo Reino de Granada

De geschiedenis van Colombia omvat de precolumbiaanse, koloniale en moderne geschiedenis van Colombia.

## Precolumbiaans tijdperk
In het precolumbiaanse tijdperk werd het land bewoond door inheemse volken met verschillende niveaus van beschaving en organisatie. De oudst gevonden resten van menselijke bewoning dateren van 16.400 jaar geleden. 
Drie- tot vierhonderd jaar voor onze jaartelling trokken Chibcha-sprekende indianen vanuit Midden-Amerika naar Colombia, Venezuela en Ecuador. De Chibcha bereikten een hoge graad van economische en politieke ontwikkeling. Toen de Europeanen rond 1500 Zuid-Amerika begonnen te ontdekken was de Chibcha de meest prominente etnische groep. Zij waren onderverdeeld in de Muisca en de Tairona, en nog enkele kleinere groepen. De grootste groep, de Muisca, hadden hun woongebied op de hoogvlakten van het huidige Cundinamarca en Boyacá.

## Spaanse verovering en overheersing
Rodrigo de Bastidas landde in 1500 als eerste op de Colombiaanse kust. In 1509 stichtte Alonso de Ojeda de noordwestelijke kustplaats San Sebastian de Urabá. Vasco Núñez de Balboa stichtte Santa Maria la Antigua del Darién van waaruit hij een expeditie ondernam naar de Pacifische kust (1513). Met Santa Marta (1525) en Cartagena (1533) kreeg men de kust in handen en van daaruit begon de koloniale overheersing van het binnenland, aangemoedigd door de mythe van 'El Dorado', de overvloedige bron van goud. Onder leiding van Gonzalo Jiménez de Quesada en Sebastián de Belalcázar werd het huidige Colombia "ontdekt" (1536). In 1557 werd in Bogota de 'Real Audiencia del Nuevo Reino de Granada' opgericht. De verovering van Nuevo Reino de Granada werd gekenmerkt door plundering van het Indiaanse cultuurgoed, afdwinging van Spaanse gebruiken en religie, en slavernij. Het harde Spaanse regime en de besmettelijke ziektes die de Spanjaarden onbewust hadden geïntroduceerd leidden tot een sterke afname van de inheemse bevolking. Daarom werden Afrikaanse tot slaaf gemaakten naar Colombia gevoerd om het werk in de mijnen en op de plantages uit te voeren.
In 1717 kreeg het gebied, onafhankelijk van het Onderkoninkrijk Peru, een eigen koloniale jurisdictie onder de naam Virreinato de la Nueva Granada (Onderkoninkrijk Nieuw-Granada). Het land kwam voornamelijk overeen met het huidige Colombia, Ecuador, Venezuela en Panama.
In 1777 scheidde Venezuela zich af.

## Onafhankelijkheid van Spanje
Tot 1810 was het land een kolonie van Spanje en een belangrijke bron van goud. In dit jaar verklaarde Colombia zich onafhankelijk. Spaanse troepen onder leiding van generaal Pablo Morillo heroverden het land echter na de napoleontische oorlogen. Pas in 1819 was er sprake van een echte onafhankelijkheid onder leiding van Simón Bolívar en Francisco de Paula Santander. Simón Bolívar werd de eerste president van Colombia.

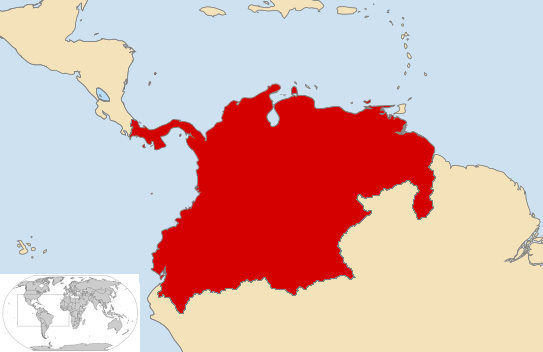
Groot-Colombia (1819-1830)

Het toenmalige Colombia, later aangeduid als Groot-Colombia, omvatte behalve het huidige Colombia ook Ecuador, Venezuela en Panama.
In 1830 werd Bolivar afgezet, wat leidde tot het uiteenvallen van de Republiek. Ecuador en Venezuela ontstonden als onafhankelijke staten, Panama bleef onderdeel van Colombia tot 1903. Van het begin af aan was de politieke situatie onrustig onder andere omdat het politieke stelsel uit slechts twee partijen bestond, de liberalen en de conservatieven. Deze tweedeling kwam ook ruwweg overeen met de sociale tweedeling van het land: aan de kust wonen de 'costeños', veelal afstammelingen van de slaven - in het centrale hoogland wonen de 'cachacos', de Spaanse afstammelingen.
Als gevolg van de desolate economische situatie, verschillende staatsgrepen en voortdurende gewelddadige conflicten begon in 1899 de 1000-daagse Oorlog tussen de regerende conservatieven en troepen van de liberalen. De oorlog, die tot 1902 duurde, zou uiteindelijk tussen de 60.000 en 130.000 levens eisen en het land vernield achterlaten. In 1903 leidde een militaire opstand, gesteund door de VS die het Panamakanaal wilde bouwen, tot de afscheiding van de toenmalige provincie Panama.
In 1928 vond het bloedbad van de Bananenstaking plaats. De Amerikaanse United Fruit Company had een monopolie in de bananenplantages en buitte de werknemers uit. De staking werd met geweld gebroken met honderden slachtoffers als gevolg.

## Burgeroorlog
Vanaf 1948 vond een bloedige volksopstand plaats nadat de liberale presidentskandidaat Jorge Eliécer Gaitán werd vermoord. De volksopstand in Bogota, met 2500 doden tot gevolg, verspreidde zich over het gehele land. Deze strijd, bekend als La Violencia, heeft het leven gekost aan waarschijnlijk meer dan honderdduizend mensen. Steden en dorpen werden platgebrand en meer dan een miljoen mensen vluchtten naar Venezuela.

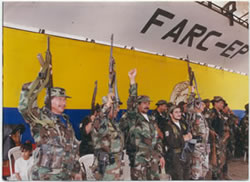
Commandanten van de FARC, de grootste rebellengroep tijdens de Colombiaanse Burgeroorlog

De starre houding van de conservatieve regering van Laureano Gómez (1950-1953) en haar repressief optreden gaven aanleiding tot een geweldloze militaire staatsgreep in 1953. De militaire dictator generaal Gustavo Rojas Pinilla (1953-1957) bood de liberale guerillas in juni 1953 amnestie en bescherming. In 1958 kwam hieruit een politieke oplossing voort in de vorm van het Nationaal Front, een akkoord over machtsdeling dat tot 1974 standhield. De twee grote politieke partijen, de conservatieven en de liberalen, namen afwisselend het bestuur van het land op zich. Dat leidde echter niet tot een wezenlijke vermindering van het geweld omdat velen zich door deze afspraak voelden uitgesloten van het democratisch proces. Deze periode duurde tot 1974 maar van 1965 tot 1968 werd de staat van beleg nog uitgeroepen als gevolg van geweld van linkse guerrilla's en opstand vanuit de Universiteit van Bogota.
In 1964 trad de regering op tegen linkse guerillas. De campagne was tactisch succesvol maar de repressie creëerde de voedingsbodem voor een sterke marxistische guerillabeweging en radicaliseerde andere organisaties. De regering legaliseerde het optreden van privémilities. De opkomende drugshandel compliceerde de situatie verder omdat hij een permanent inkomen verschafte aan verschillende gewapende partijen, die op die manier belang hadden bij het voortduren van de chaos. In 1965 ontstond het maoïstische Ejército Popular de Liberación ("volksbevrijdingsleger," EPL); in 1974 de Movimiento 19 de Abri (M19, genoemd naar de datum van de naar verluidt frauduleuze presidentsverkiezingen van 1970).
De jaren 60 luidden het begin in van de Colombiaanse Burgeroorlog. Tegenover de overheid ontstonden al kort na La Violencia linkse guerrillagroepen zoals de FARC en het Ejército de Liberación Nacional ("nationaal bevrijdingsleger," ELN). Grootgrondbezitters richtten privélegers op ter verdediging van hun land. Daaruit ontstonden paramilitaire rechtse strijdgroepen waarvan de AUC de grootste is. Met de opkomst van de cocaïneproductie, bekend geworden door prominente drugsbaronnen als Pablo Escobar, bewapende de Colombiaanse maffia zich ook op grote schaal. De maffia maakte daarbij gebruik van bescherming door strijdgroepen aan beide zijden en financierde in ruil daarvoor oorlogsactiviteit met drugsgeld.
De strijd tegen paramilitair geweld, guerrilla, cocaïnemaffia, corruptie en machtsmisbruik is van voortdurende invloed op de politieke situatie. Zo werd presidentskandidaat Íngrid Betancourt, voorstander van dialoog, door de FARC van 2002 tot 2008 jaar ontvoerd. Deze factoren maakten het voor buitenlandse investeerders een onaantrekkelijk land en dat weerspiegelt zich in de economische situatie. President Álvaro Uribe volgde aan het begin van de 21e eeuw enerzijds een harde lijn tegen het rebellengeweld en probeerde anderzijds grip te krijgen op de paramilitaire groepen door overeenkomsten te sluiten en ze te demobiliseren of te integreren in leger en politie. Zijn opvolger Juan Manuel Santos zette deze lijn voort en zocht tegelijkertijd ook met de FARC de onderhandelingstafel op. Zo kwam het in 2016 tot een vredesakkoord tussen de regering en de FARC. Het akkoord werd in eerste instantie per referendum afgewezen door de bevolking. Een herschreven versie (zonder referendum) leidde alsnog tot een getekend akkoord, en leverde president Santos de Nobelprijs voor de Vrede op "voor zijn resolute inspanningen om een einde te maken aan de burgeroorlog die meer dan vijftig jaar woedde". De internationale gemeenschap ondersteunt de Colombiaanse regering in het herstel van de rechtsstaat, het herstel van het gezag over het gehele grondgebied van Colombia en een oplossing voor het gewapende conflict in Colombia. Een groep landen, de G-24, functioneert hierbij als controlerend orgaan.
Vanaf 2017 kreeg het land te kampen met een massale vluchtelingenstroom uit het buurland Venezuela, waar de economie was ingestort en hyperinflatie heerste. Miljoenen Venezolanen kwamen er over de grens, van wie er twee miljoen in Colombia bleven en moesten worden opgevangen.
In 2019/2020 vierde het land de 200-jarige onafhankelijkheid van Spanje met een reeks van festiviteiten op diverse data, onder meer op de nationale feestdag 20 juli. Deze viering vond wereldwijd plaats, onder meer ook in de Verenigde Staten waar de Niagara-waterval werd verlicht in de "bolivariaanse" kleuren. Strikt genomen werd de onafhankelijkheid reeds uitgeroepen, maar nog niet verwezenlijkt, in 1810.
De slag bij Boyacá op 7 augustus 1819 was de beslissende slag, die het succes verzekerde van Bolívars campagne ter bevrijding van Nieuw-Granada. Deze slag wordt beschouwd als het begin van de onafhankelijkheid van het noorden van Zuid-Amerika en wordt als belangrijk beschouwd omdat het leidde tot de volgende overwinningen op de Spaanse koloniale troepen bij Carabobo in Venezuela, Pichincha in Ecuador en Junín en Ayacucho in Peru.
- Biblioteca Nacional de España: XX468380
- Library of Congress Control Number: sh85028487
- Nationale Bibliotheek van Israël: 987007284604205171

Geschiedenis van: Argentinië · Aruba · Bolivia · Brazilië · Chili · Colombia · Ecuador · Frans-Guyana · Guyana · Panama · Paraguay · Peru · Suriname · Uruguay · Venezuela